# Studio Chizu
Studio Chizu (スタジオ地図 Sutajio Chizu?)  es un estudio de animación japonés con base en Suginami, Tokio, Japón. Fue cofundado por Mamoru Hosoda y Yuichiro Saito en 2011. Ha ganado tres Premios de Animación del año por la Academia de Japón. La imagen en su logotipo es una referencia a Makoto Konno, el personaje principal de la película La chica que saltaba a través del tiempo que dirigió Hosoda en 2006.

## Historia
Studio Chizu fue fundado por dos personas con lazos al estudio de animación Madhouse. Yuichiro Saito quién había estado en Madhouse desde 1999, y Mamoru Hosoda, que había dirigido ya dos películas con el estudio. El objetivo del estudio fue descrito por Saito como un "estudio de autor" para Hosoda, quién había mencionado que era necesaria la creación del mismo para poder hacer las películas que él quería hacer.
Studio Chizu coprodujo su primer largometraje Los niños Lobo con Madhouse, el cual fue estrenado en 2012. Generando aproximadamente $55 millones y teniendo cierta aceptación de la crítica, en especial la Academia de Japón, quienes le otorgaron el Premio para Animación del Año.
El estudio posteriormente produjo  El Niño y la Bestia, estrenada en 2015, generando aproximadamente $49 millones y ganando por segunda vez el Premio de la Academia de Japón para Animación del Año.
Studio Chizu produjo la siguiente película de Hosoda, Mirai no Mirai en 2018, la cual fue nominada a los premios Oscar  para Mejor película Animada. Esta película también les hizo ganar su tercer Premio para Animación del Año por parte de la Academia de Japón en marzo de 2019.

## Películas
| Año  | Título              | Director      | Guionista(s)                   | Productor(es)  | Música                                    | RT  |
| ---- | ------------------- | ------------- | ------------------------------ | -------------- | ----------------------------------------- | --- |
| 2012 | Los niños Lobo      | Mamoru Hosoda | Mamoru Hosoda & Satoko Okudera | Yūichirō Saitō | Masakatsu Takagi                          | 94% |
| 2015 | El niño y la bestia | Mamoru Hosoda | Mamoru Hosoda                  | Yūichirō Saitō | Masakatsu Takagi                          | 90% |
| 2018 | Mirai               | Mamoru Hosoda | Mamoru Hosoda                  | Yūichirō Saitō | Masakatsu Takagi                          | 92% |
| 2021 | Belle               | Mamoru Hosoda | Mamoru Hosoda                  | Yūichirō Saitō | Taisei Iwasaki Ludvig Forssell Miho Sakai | 95% |
| 2025 | Scarlet             | Mamoru Hosoda | Mamoru Hosoda                  | Yūichirō Saitō |                                           |     |